# Gare de Leangen
La gare de Leangen est une gare ferroviaire de la ligne de Meråker et un terminus de la ligne de Leangen, à l'est de la commune de Trondheim.
La gare dessert les zones industrielles et les zones résidentielles à proximité de Leangen ainsi que la Høgskolen du Sør-Trøndelag.

## Histoire
La gare a ouvert en 1882 et est desservie par les trains locaux des chemins de fer norvégiens. La gare a été automatisée à partir de Trondheim depuis 1976. Le bâtiment de la gare actuelle est de 1944, mais n'est pas utilisé.Il a longtemps été prévu de le détruire. 

## Desserte
Les trains de la ligne du Nordland permettent une correspondance pour la ligne de Meråker à Hell. Les trains de la ligne de Leangen permettent à Marienborg une correspondance pour la ligne de Dovre.